# Wroewolfeïta
La wroewolfeïta és un mineral de la classe dels sulfats. Anomenada així per Caleb Wroe Wolfe, professor de geologia a la Universitat de Boston (EUA). El mineral wolfeïta també va ser anomenat en honor seu. És un dimorf de la langita.

## Classificació
Segons la classificació de Nickel-Strunz, la wroewolfeïta pertany a «07.D - Sulfats (selenats, etc.) amb anions addicionals, amb H₂O, amb cations de mida mitjana només; plans d'octaedres que comparteixen vores» juntament amb els següents minerals: langita, posnjakita, torreyita, spangolita, ktenasita, christelita, campigliaïta, devil·lina, ortoserpierita, serpierita, niedermayrita, edwardsita, carrboydita, glaucocerinita, honessita, hidrohonessita, motukoreaita, mountkeithita, shigaïta, wermlandita, woodwardita, zincaluminita, hidrowoodwardita, zincowoodwardita, natroglaucocerinita, nikischerita, felsőbányaïta, lawsonbauerita, mooreïta, namuwita, bechererita, ramsbeckita, vonbezingita, redgillita, calcoalumita, nickelalumita, kyrgyzstanita, guarinoïta, schulenbergita, theresemagnanita, UM1992-30-SO:CCuHZn i montetrisaïta.

## Característiques
La wroewolfeïta és un sulfat de fórmula química Cu₄(SO₄)(OH)₆·2H₂O. Cristal·litza en el sistema monoclínic. La seva duresa a l'escala de Mohs és 2,5.

## Formació i jaciments
La wroewolfeïta és un sulfat de coure rar que es forma generalment a baixes temperatures en zones d'oxidació associades a mineralitzacions de plom. S'ha descrit a tots els continents tret de l'Antàrtida i l'Amèrica del Sud.